# Ризум-Линдхольм
Ризум-Линдхольм (нем. Risum-Lindholm) — коммуна в Германии, в земле Шлезвиг-Гольштейн.
Входит в состав района Северная Фрисландия. Подчиняется управлению Зюдтондерн. Население составляет 3638 человек (на 31 декабря 2010 года). Занимает площадь 36,03 км².
Официальным языком в населённом пункте, помимо немецкого, является севернофризский.